# 濱蟹屬
濱蟹屬（學名：Carcinus）是一屬蟹，其下包括一種入侵物種的普通濱蟹及地中海特有種的艾氏濱蟹。舊屬梭子蟹科，今獨立成科，屬於濱蟹科。